# James Milne (Mathematiker)
James Stuart Milne (* 10. Oktober 1942 in Invercargill, Neuseeland) ist ein neuseeländischer Mathematiker, der sich mit arithmetischer Geometrie, der Schnittstelle von Zahlentheorie und algebraischer Geometrie, beschäftigt.
Milne besuchte bis 1959 die High School in Invercargill in Neuseeland, studierte dann an der University of Otago in Dunedin (Bachelor 1964) und 1964 bis 1967 an der Harvard University (Master 1966), wo er 1967 bei John T. Tate promoviert wurde. Danach war er bis 1969 Lecturer am University College London und arbeitete ab 1969 an der University of Michigan, zuerst als Assistant Professor, ab 1972 als Associate Professor und ab 1977 schließlich als Professor. Seit 2000 ist er dort Professor Emeritus. Er war Gastprofessor unter anderem am King’s College in London, am IHÉS bei Paris (1975, 1978), am MSRI in Berkeley (1986/87) und am Institute for Advanced Study in Princeton (1976/77, 1982, 1988). Für 2025 wurde Milne der Leroy P. Steele Prize for Mathematical Exposition zugesprochen.
In seiner Dissertation mit dem Titel The conjectures of Birch and Swinnerton-Dyer for constant abelian varieties over function fields bewies er die Vermutung von Birch und Swinnerton-Dyer für konstante abelsche Varietäten über Funktionenkörpern bei Charakteristik ungleich null (Inventiones Mathematicae Bd. 6, 1968, S. 91). Dort gab er auch die ersten Beispiele für abelsche Varietäten mit endlicher Tate-Shafarevich-Gruppe. Er beschäftigte sich weiterhin unter anderem mit Shimura-Varietäten (speziellen Hermiteschen symmetrischen Räumen, Beispiele niedriger Dimension sind modulare Kurven) und Motiven.
Zu seinen Doktoranden zählt Pjotr Blass.
Milne ist passionierter Bergsteiger.

## Schriften
- Etale Cohomology, Princeton University Press 1980
- Abelian Varieties, Jacobean Varieties, in Proc.Conference Arithmetic Geometry Storrs 1984, Springer 1986
- mit Pierre Deligne, Arthur Ogus, Kuang-Yen Shih Hodge Cycles, Motives and Shimura Varieties, Springer Verlag, Lecture Notes in Mathematics Bd. 900, 1982 (darin mit Deligne: Tannakian Categories)
- Arithmetic Duality Theorems, Academic Press, Perspectives in Mathematics, 1986
- Herausgeber mit Laurent Clozel Automorphic Forms, Shimura Varieties and L-Functions, 2 Bände, Elsevier 1988 (Konferenz University of Michigan 1988)
- Elliptic Curves, Booksurge Publishing 2006
- Shimura Varieties and Motives, in Jannsen, Kleiman, Serre (Herausgeber) Motives, Proc.Symp.Pure Math. Bd. 55, AMS, 1994
- What is a Shimura Variety ?, Notices AMS, Dezember 2012, Online
- Introduction to Shimura Varieties, Clay Math. Proc., Band 4, 2005, American Mathematical Society, S. 265–378